# Eopelma mystax
Eopelma mystax är en stekelart som beskrevs av Gibson 1989. Eopelma mystax ingår i släktet Eopelma och familjen hoppglanssteklar.
Artens utbredningsområde är Filippinerna. Inga underarter finns listade i Catalogue of Life.